# Politiske partier i Danmark
 Der er for få eller ingen kildehenvisninger i denne artikel, hvilket er et problem. Du kan hjælpe ved at angive troværdige kilder til de påstande, som fremføres i artiklen.

De politiske partier i Danmark er ikke nævnt i grundloven, der udgør rammen for det politiske system i Danmark. Alligevel spiller de en stor rolle i det politiske liv. Reglerne og betingelserne i politik er i Danmark, som i mange andre lande, andet og mere end de skrevne grundregler i forfatningen. Tradition, praktiske hensyn og den almindelige samfundsudvikling er i høj grad med til at sætte betingelserne for det politiske liv.
| Politiske partier (undtaget nordatlantiske) der har siddet i Folketinget i omtrent kronologisk rækkefølge. (Partier der har sæde i det siddende Folketing er markeret med fed skrift) |
| - Venstre - Det Konservative Folkeparti (til 1915: Højre) - Socialdemokratiet - De Frikonservative - Radikale Venstre - Erhvervspartiet (1918-24) - Centrum - De Frie Socialdemokrater - Slesvigsk Parti - Det frisindede Landsparti - Retsforbundet - Danmarks Kommunistiske Parti (til 1920: Danmarks Venstresocialistiske Parti) - Bondepartiet (til 1939: Det Frie Folkeparti) - Nationalt Samvirke - Danmarks Nationalsocialistiske Arbejderparti - Dansk Folkeparti (1941-1943) - Dansk Samling - Socialistisk Folkeparti - De Uafhængige - Fredspolitisk Folkeparti - Liberalt Centrum - Venstresocialisterne - Fremskridtspartiet - Kristendemokraterne (til 2003: Kristeligt Folkeparti) - Centrum-Demokraterne - De Moderate - Erhvervspartiet (1978-79) (fra august 1979: Centerpartiet) - De Frie Demokrater - Fælles Kurs - Trivselspartiet - Enhedslisten - Dansk Folkeparti - Det Liberale Højre - Demokratisk Folkeparti - Miljøpartiet Fokus - Liberal Alliance (til 2008: Ny Alliance) - Borgerligt Centrum - Alternativet - Nye Borgerlige - Fremad - Frie Grønne - Moderaterne - Danmarksdemokraterne - Borgernes Parti |
| Politiske partier der har været opstillet til folketingsvalg siden 1918, men som ikke har opnået valg, eller som er opstillingsberettigede nu: |
| |
| - Danmarks Kommunistiske Parti Marxister-Leninister (1984 og 1987) - De Grønne (1987, 1988 og 1990) - Demokratisk Fornyelse (1998) - Det Humanistiske Parti (1987 og 1990) - Det Nye Højre (1918) - Det Uafhængige Socialdemokrati (1918) - Klaus Riskær Pedersen (2019) - Kommunistisk Arbejderparti (1979 og 1981) - Landmandspartiet (1924) - Minoritetspartiet (2005) - Pensionistpartiet (1977) - Samfundspartiet (1935) - Selvstyrepartiet (1926) - Socialistisk Arbejderparti (1981, 1984 og 1987) - Stram Kurs (2019) |

## Historie
Se også: De danske politiske partiers historie
Med 1849-grundloven fik Danmark sit første demokratiske parlament, Rigsdagen, der bestod af Folketinget og Landstinget. I starten fandtes der ingen partier, men efterhånden begyndte folketingsmedlemmer med de samme holdninger at danne klubber, hvor de mødtes og diskuterede. I starten var klubberne løst organiseret, men efterhånden fik de en fastere form. Klubberne udgjorde grundlaget for de partier, der blev dannet omkring 1870. Det Konservative Folkeparti (tidl. Højre) og Venstre (tidl. Det forenede Venstre) opstod begge som sådanne klubber i Rigsdagen, det vil sige som sammenslutninger af folketingsmænd, der allerede var valgt. I begyndelsen fungerede de to partier kun her. Først senere kom lokalafdelinger – i form af vælgerforeninger – til.
Socialdemokratiet blev, i modsætning til Højre og Det forenede Venstre, stiftet uden for Rigsdagen. Det skete i 1871. Partiet opbyggede fra starten en stærk partiorganisation.
I det 20. & 21. århundrede er en række partier opstået ved, at en folketingsgruppe er blevet splittet (eksempelvis Det frisindede Landsparti (1922), Dansk Folkeparti (1995) og Frie Grønne (2020)), mens andre partier er blevet dannet ved, at en række mennesker har sluttet sig sammen, enten fordi de delte samme samfundsopfattelse eller i protest mod enkeltsager. En sådan sammenslutning stiftet uden for Folketinget har så efterfølgende prøvet at blive valgt ind i Tinget.

## Partiernes opbygning
Medlemmerne i de danske partier er enkeltpersoner, ikke erhvervsorganisationer, fagforeninger eller lignende. Til gengæld prøver hvert enkelt parti at hverve så mange medlemmer som muligt. Man taler derfor også om de danske partier som massepartier.
Partierne stiller som hovedregel ikke specielle betingelser til de mennesker, der ønsker at melde sig ind. Dog skal medlemmet som hovedregel overholde partiets vedtægter, være enig i og loyal over for partiets program samt kun være medlem af ét parti ad gangen.
Alle medlemmer indgår i en lokalafdeling eller vælgerforening. Vælgerforeningerne er med til at udbrede partiets synspunkter i befolkningen, bl.a. ved at hverve nye medlemmer. Samtidig bakker foreningerne op bag partiets repræsentanter i såvel kommuner som Folketing. Bl.a. er de med til at udpege kandidater f.eks. ved urafstemning og præger opstillingsordenen til valg. Desuden fungerer de som valgtilforordnede ved valg, dvs. er med til stemmeoptælling og -kontrol.
De store partier har lokalafdelinger i alle valgkredse og/eller kommuner, de mindre i de enkelte amter eller måske kun i visse dele af landet. Lokalafdelingerne udgør tilsammen partiets landsorganisation. Hvis partiet har repræsentanter i Folketinget, udgør disse en selvstændig gruppe, folketingsgruppen, som løbende holder møder om arbejdet i Folketinget. Tilsvarende for kommunal- og regionspolitikere findes en byrådsgruppe og regionsrådsgruppe.
Den øverste myndighed i partierne er landsmødet, hvor repræsentanter fra alle niveauer i partiet samles for at diskutere de overordnede politiske linjer. Der er forskel på, hvor ofte disse møder holdes, typisk en gang hver andet år. Landsmødet vælger en hovedbestyrelse og eventuelt et forretningsudvalg, som tager sig af beslutningerne mellem landsmøderne.
Hos Socialdemokratiet kaldes den øverste myndighed for kongressen. I Det Konservative Folkeparti landsråd. Enhedslisten foretrækker navnet årsmøde. De øvrige partier kalder deres øverste myndighed for et landsmøde.

## Partiprogrammer
De fleste politiske partier arbejder på grundlag af et partiprogram. Man kan skelne mellem to typer: Principprogrammer og arbejdsprogrammer.
Principprogrammet indeholder partiets overordnede og principielle holdninger. Arbejdsprogrammet er mere konkret og tjener som et arbejdsredskab i det daglige. Her beskrives partiets politiske planer for den nærmeste fremtid på en række samfundsområder.
Der er stor forskel på, hvor mange slags programmer et parti har, og hvor ofte de revideres. Socialdemokratiet vedtager med jævne mellemrum både principprogrammer og samlede arbejdsprogrammer. Andre partier har ét samlet principprogram og en række arbejdsprogrammer om forskellige emner. Partiernes holdninger kommer dog til udtryk andre steder end i partiprogrammerne, bl.a. via indlæg i aviserne og tv, valgmateriale, udtalelser fra Folketingets talerstol m.v.

## Fastlæggelse af partiets holdninger
Principprogrammet vedtages af partiets øverste myndighed. Det sker som regel efter en omfattende debat på alle niveauer i partiet, det vil sige i lokalafdelinger, hovedbestyrelsen, partiledelsen og i folketingsgruppen. Nogle partier nedsætter et programudvalg, der laver et forslag til et nyt principprogram. Andre lader folketingsgruppen om det. Arbejdsprogrammerne bliver derimod ofte vedtaget af enten partiets hovedbestyrelse eller folketingsgruppe.
Partiets øverste myndighed eller hovedbestyrelsen kan vedtage udtalelser, hvori partiet forholder sig til en given sag eller udvikling. Udtalelsen kan være bred eller snævert koncentreret om et bestemt emne. I begge tilfælde har udtalelsen samme betydning som det, der står i programmet.
Partierne har forskellige fremgangsmåder i spørgsmålet om, hvem der bestemmer partiets politik i Folketinget. I nogle partier er det folketingsgruppens medlemmer. I andre er det landsorganisationen og/eller hovedbestyrelsen. I Socialistisk Folkeparti bestemmer hovedbestyrelsen over folketingsgruppen. I Det Konservative Folkeparti er det folketingsgruppen, der alene fastlægger politikken i Tinget.

## Afvigelser fra partiets linje
I grundlovens § 56 står der: "Folketingsmedlemmerne er ene bundet ved deres overbevisning og ikke ved nogen forskrift af deres vælgere." Ikke desto mindre forventes det, at folketingsmedlemmerne følger den linje, som partiet er blevet enig om. Partierne har forskellig praksis for, hvor store afvigelser fra partilinjen der bliver accepteret. Generelt kan man sige, at de fleste partier mener, at der skal være plads til individuelle tilkendegivelser, men at det samtidig sjældent tillades, at medlemmer offentligt taler for opfattelser, der er helt anderledes end partiets, ligesom det som udgangspunkt ikke accepteres, at de stemmer imod partiets linje i Folketinget. I visse 'følsomme spørgsmål' stiller partierne dog deres medlemmer frit, dvs. at de ikke behøver at stemme ens, men kan følge deres overbevisning. Det var f.eks. tilfældet, da Folketinget skulle beslutte, hvorvidt der skulle rejses rigsretssag mod tidligere justitsminister Erik Ninn-Hansen i forbindelse med Tamilsagen.
Et folketingsmedlem kan (i nogle partier) blive ekskluderet af partiet – men kan ikke af partiet blive ekskluderet ud af Folketinget. Ingen håndfæstning eller underskrevet aftale kan binde et medlem af Folketinget til noget, som kan tvinge dette til at afgive sit mandat.

## Partierne og valgsystemet
De politiske partier nævnes ikke i grundloven. Men med valgloven af 1915 indgår de officielt i folketingsvalget. Princippet bag det danske valgsystem er forholdstalsvalgmåden. Den betyder, at et parti får repræsentanter i Folketinget i forhold til, hvor mange stemmer partiet får i hele landet, og ikke kun i forhold til, hvor mange stemmer partiets kandidat får i den kreds, hvor han eller hun opstiller.
Landet er inddelt i 10 storkredse, der vælger 135 af mandaterne i Folketinget. De 40 tillægsmandater fordeles ud fra, hvor mange stemmer partierne har fået på landsplan. De er bl.a. med til at sikre, at partiets stemmer fordeles så retfærdigt som muligt. For at få del i tillægsmandaterne skal partierne klare en af disse tre spærreregler:
- have fået mindst et kredsmandat
- i to landsdele have fået stemmer svarende til det gennemsnitlige antal stemmer, der i landsdelen har givet et kredsmandat
- har fået mindst 2 procent af stemmerne i hele landet

2 procentsreglen er oftest den afgørende. 2 procent svarer normalt til fire mandater i Folketinget.
Landsdelene, der er nævnt i den anden regel er: Hovedstaden, Sjælland-Syddanmark og Midtjylland-Nordjylland.

## Udvælgelse af kandidater
De fleste kandidater ved folketingsvalgene stiller op som repræsentanter for et parti. Af de 900 kandidater, der stillede op ved folketingsvalget i 2019, var kun 13 opstillet uden for partierne. Mens kandidater opstillet for et parti kun skal godkendes af samme parti for at stille op, så er der flere krav til dem, der stiller op uden for partierne. For det første skal kandidaterne indsamle 150-200 stillerunderskrifter fra vælgere i opstillingskredsen. For det andet skal de vinde mindst ét af de 135 kredsmandater for at komme i Folketinget. Det sker uhyre sjældent. Siden 1930'erne er det kun lykkedes for Hans Schmidt i 1953 og Jacob Haugaard i 1994 . Sidstnævnte fik ved valget i 1994 23.253 personlige stemmer. Til sammenligning kan nævnes, at statsminister Poul Nyrup Rasmussen fra Socialdemokratiet fik 23.983 personlige stemmer ved samme valg.
Partierne kan vælge at opstille deres kandidater enten kredsvis eller sideordnet. I den kredsvise opstilling opstiller partiet én kandidat i hver opstillingskreds. Den kandidat, der er opstillet i kredsen, står øverst på stemmesedlen, mens partiets kandidater, der er opstillet i de øvrige kredse i storkredsen, står nedenunder i alfabetisk rækkefølge (medmindre der er anmeldt partiliste, hvor rækkefølgen af de øvrige kandidater så vil følge denne). Alle partistemmer (dvs. ikke personlige stemmer) i en kreds tilfalder kredsens kandidat ved kredsvis opstilling. Kredsvis opstilling kan desuden kombineres med partiliste.
Ved opstilling på partiliste er der prioriteret mellem kandidaterne på forhånd. Udvælgelsen af kandidater foregår ofte ved en urafstemning i partiet. Det sker kun sjældent at en kandidat får personlige stemmer nok til at bliver valgt uden for partilistens rækkefølge. Det kaldes at "sprænge partilisten".
Ved sideordnet opstilling opstiller partiet flere kandidater i hver valgkreds. En kandidat kan være opstillet i en, flere eller alle valgkredse i storkredsen. Ofte opstiller partiet alle kandidater i alle valgkredse, hvilket kaldes "fuldstændig sideordnet opstilling". Ved sideordnet opstilling anføres alle kandidaterne i en kreds i alfabetisk rækkefølge, medmindre partiet vælger, at de skal anføres i en prioriteret rækkefølge, som partiet selv vælger ("prioriteret sideordnet opstilling"). Rækkefølgen må gerne være forskellig i de forskellige kredse i storkredsen. Muligheden for prioriteret sideordnet opstilling er blevet indført ved en ændring i valgloven 1. november 2017.
Som udgangspunkt fordeles de ikke-personlige partistemmer i en kreds ved sideordnet opstilling proportionalt mellem kandidaterne i forhold til deres personlige stemmetal i kredsen. Partiet kan dog vælge, at udelukkende de personlige stemmer skal afgøre kandidaternes indbyrdes placering, så partistemmerne ikke indgår i regnestykket. Også denne bestemmelse blev indført i 2017.
Ved folketingsvalget 2019 anvendte de fleste partier sideordnet opstilling. Enhedslisten anvendte partiliste i alle storkredse undtagen Bornholms Storkreds, mens partiliste blev anvendt i et mindre antal tilfælde af to partier: Klaus Riskær Petersen (én storkreds) og Stram Kurs (tre storkredse).
De fleste partier overlader det til lokalafdelingen eller vælgerforeningen i kredsene at opstille partiets folketingskandidat.

## Medlemstal og valgdeltagelse
Ca. 180.000 danskere er medlem af et politisk parti. Det er medlemmerne af partierne, der bestemmer, hvem der bliver opstillet til Folketing, regionsråd og kommunalbestyrelser. Valgsystemets regler for opstilling går tilbage til den tid, hvor en stor del af befolkningen var organiseret i et parti. Man har bibeholdt disse regler, selv om medlemstallet er faldet markant i de senere årtier.
Samtidig er der færre, der er medlem af det parti, som de sætter kryds ved på valgdagen. Det er især i de 'unge' partier, at organisationsprocenten er lav. Centrum-Demokraterne havde i 1994 en organisationsprocent på 1,5. I Fremskridtspartiet og Socialistisk Folkeparti var tallet tre procent. De 'gamle' partier klarer sig bedre. Det tilsvarende tal for f.eks. Venstre er ca. 11 procent.
Sammenlignet med andre lande er valgdeltagelsen ved folketingsvalg i Danmark høj. 80-90 procent af vælgerne stemmer Ved de kommunale valg er stemmeprocenten ca. 70 procent.